# Oppertshausen

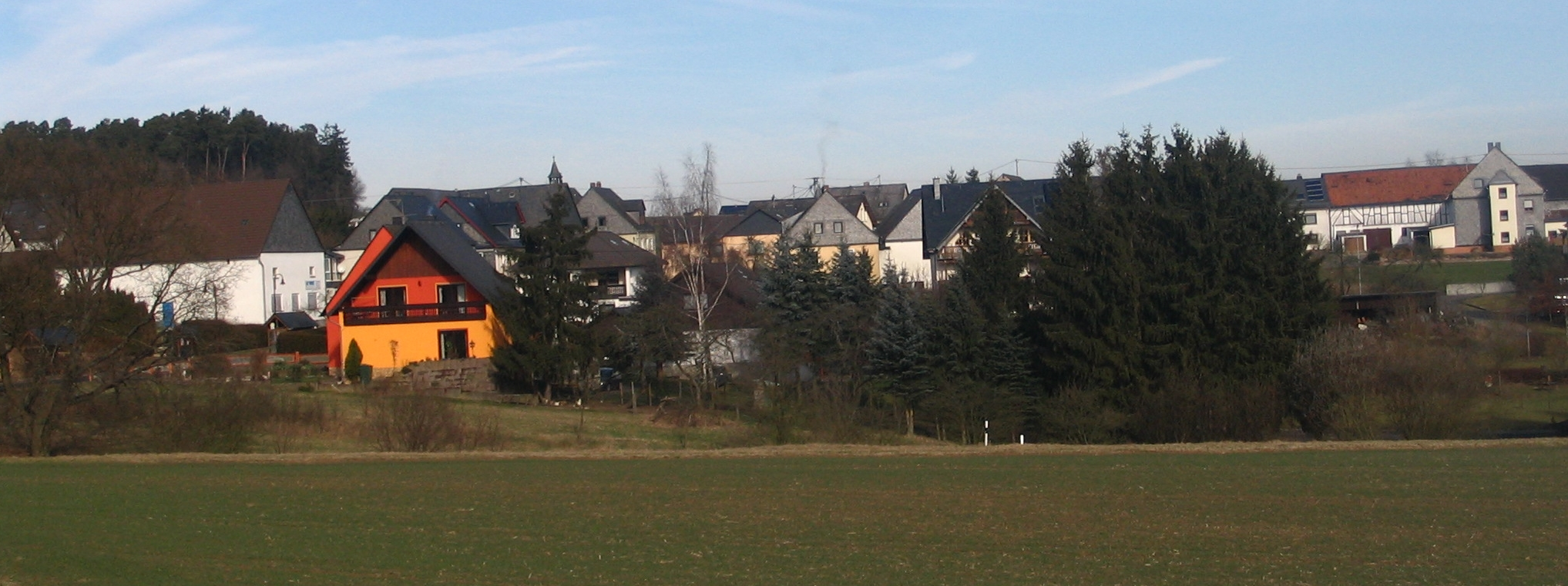
Blick aus Richtung Süden

Oppertshausen ist eine Ortsgemeinde im Rhein-Hunsrück-Kreis in Rheinland-Pfalz. Sie gehört der Verbandsgemeinde Simmern-Rheinböllen an.

## Geographie
Die Wohngemeinde mit ländlichem Charakter liegt zentral im Hunsrück in leichter Hanglage am Simmerbachtal. Nordöstlich von Oppertshausen liegt die Stadt Simmern, im Westen liegt das Kauerbachtal.

## Geschichte
Bodenfunde belegen die Besiedlung in der jüngeren Steinzeit bzw. während der Hunsrück-Eifel-Kultur. Die urkundliche Ersterwähnung stammt aus dem Jahr 1285. Um das Jahr 1310, nach neueren Erkenntnissen des Landeshauptarchiv Koblenz wohl 1330–1335, wird der Ort unter dem Namen Opreshusin im Sponheimischen Gefälleregister der Grafschaft Sponheim erwähnt. Oppertshausen gehörte zur sogenannten Außenbürgerschaft des Amtes Kirchberg in der Hinteren Grafschaft Sponheim.
Nach der Besetzung des Linken Rheinufers (1794) durch französische Revolutionstruppen wurde der Ort französisch, 1815 wurde er auf dem Wiener Kongress dem Königreich Preußen zugeordnet. 
Nach dem Ersten Weltkrieg zeitweise französisch besetzt, ist der Ort seit 1946 Teil des damals neu gebildeten Landes Rheinland-Pfalz.

## Politik

### Bürgermeister
Ortsbürgermeister ist Peter Konrad.

### Wappen
| Wappen von Oppertshausen | Blasonierung: „In Blau ein von Rot und Silber zweireihig geschachter erhöhter Sparren, darunter ein goldener Ring.“ |
| Wappen von Oppertshausen | Wappenbegründung: Der geschachte Sparren steht für die Hintere Grafschaft Sponheim den früheren Landesherren.       |